# Râul Pângărați
Râul Pângărați este un curs de apă, considerat a fi de fapt un pârâu, afluent al râului Bistrița, supranumită și Bistrița Aurie. 

## Istoric
Hidrotehnicianul interbelic Dorin Pavel, supranumit „Părintele hidrotehnicii românești”, propusese în 1933, în proiectul său de amenajare al râului Bistrița Aurie, adică al lacului realizat ulterior la Stejaru - Izvorul Muntelui, ca centrala hidroelectrică, sau Uzina electrică, numită (din 1990), Dimitrie Leonida, să fie amplasată la confluența pârâului Pângărați cu Bistrița.

## Hărți
- Harta Munții Neamțului - Stânișoara  Arhivat în 22 iulie 2011, la Wayback Machine.